# Хижняк, Григорий Николаевич
Григорий Николаевич Хижняк (16 июля 1974, Николаев — 5 октября 2018, Киев) — украинский баскетболист, тренер; директор по маркетингу баскетбольного клуба «Будивельник».

## Биография
Воспитанник николаевского баскетбола. В 15 лет попал в дубль николаевского НКИ, а через четыре года дебютировал в основной команде. В составе клубов «Будивельник», БК «Киев», «Азовмаш» Хижняк четырежды стал чемпионом Украины.
Хижняк был одним из лучших оборонительных центровых европейского баскетбола начала 2000-х годов. Выступая за каунасский «Жальгирис», стал чемпионом Литвы в сезоне 2000/01. Григорий Хижняк выступал за сборную Украины на двух чемпионатах Европы, в 1997 и 2003 году.
По окончании чемпионата Украинской суперлиги 2009/10 стал тренером дубля команды «ДнепрАзот».
С сезона 2011/12 по 2018 — директор по маркетингу БК «Будивельник» (Киев).

## Смерть
Украинское издание «Сегодня» сообщило, что 5 октября 2018 года баскетболист скончался на 45-м году жизни от инфаркта.

## Достижения
- Чемпион Украины (1996, 1997, 2000, 2006)
- Чемпион Литвы (2001)
- Участник Матча всех звёзд литовской лиги (2001)
- Серебряный призёр чемпионата Украины (1998)
- Серебряный призёр чемпионата Литвы (2002)
- Финалист Кубка УЛЕБ (2005)